# 李文英 (台灣)
李文英（1961年1月11日—），中華民國政治人物、牙醫師，前台大醫院牙科主治醫師。民主進步黨籍，曾任第9、10屆臺北市議員，於2010年挑戰連任第11屆落選。已故外祖父李順德曾任高雄市議員。已婚，夫許龍俊是牙醫師、前民主進步黨國民大會代表、前一邊一國行動黨秘書長、亞太和平研究基金會董事。

## 爭議
2007年12月11日，李文英率領記者進入臺北市立美術館「欲望與消費－海洋堂與御宅族文化」展覽的未開放區域，指控館方讓未成年人觀看裸體美少女模型；引起ACG愛好者撻伐，李文英官方部落格遭大量留言洗版。
針對李文英議員於2007年12月11日因接獲檢舉，而進入臺北市立美術館「海洋堂與御宅族文化」展覽現場了解狀況之事件，李文英議員於2007年12月13日發布第一篇聲明稿表達關心之意；並於2007年12月14日發布第二篇聲明稿 ，為未深入了解而產生誤會之行動表達歉意。
2010年11月，李文英尋求連任台北市議員失敗。

## 外部連結
- 李文英的Facebook專頁
- 台北市議員
- 台北市議員李文英部落格
- 台北市議員李文英服務處網站留言版